# Ludwików (Rybno)
Ludwików [ludˈvikuf] est un village polonais de la gmina de Rybno dans le powiat de Sochaczew et dans la voïvodie de Mazovie.